# ミスターヘリの大冒険
『ミスターヘリの大冒険』（ミスターヘリのだいぼうけん）は、1987年にアイレムよりアーケードゲーム用として稼働されたシューティングゲーム。北米では『Battle chopper』のタイトルで稼働され、アーケード向け以外にもファイアバード（現在は消滅）からAmiga、Atari ST、Amstrad CPC、ZX Spectrum向けに移植された。

## ゲーム内容

### システム
全6ステージ構成。各ステージの最後には中ボスが待ち構えており、これを撃破することでステージボスが待ち構えるボスエリアへと進む。ボスエリアの最後にいるステージボスを倒せば面クリア。ステージ6をクリアでエンディングとなりゲーム終了。
自機は残機＋エネルギー制であり、エネルギーは途中で補給も可能。地形に当たり判定はないが、スクロールにより地形に挟まれるとエネルギーの残量に関係なくその時点で1ミスとなる。

### 使用武器
自機の武器はメインのショットとサブ武器のミサイルと爆弾。サブ武器であるミサイルと爆弾は同時には発射できず、飛行中はミサイル、地面歩行時は爆弾が発射される。
これらの武器のパワーアップやエネルギーの回復は、各面にあるクリスタルを集め面内に設置してあるショップのパネルに触れてクリスタルと交換という形で行う。また自機の装備を強化すると、それに比例し敵の攻撃力や耐久力が上昇する仕様。

### アイテム
- クリスタル - ゲーム内における通貨のようなもの。これを貯めてパワーアップアイテムを購入する。ミスすると0に戻る。
  - クリスタルには小（$20）、中（$100）、大（$500）がある。落下し地面に接触すると、大は中4個に、中は小4個に分裂し、得られる額が減ってしまう。
- ショットガン - メインショットの攻撃力を上げる。最強状態では前面の死角はほぼなくなる。
- ミサイル - ミサイルの攻撃力を上げる。初期状態では垂直に単発発射されるだけだがパワーアップすると一度に発射される本数が増え、敵機を追尾する。
- 爆弾 - 爆弾の攻撃力を上げる。
- バリアー - 敵からの攻撃を一定量防ぐ。
- エネルギーアップ - エネルギーが3増える。上限は無く取った分だけ増加していく。
- エネルギーマックスアップ - エネルギーが全回復する。
- ナマズン - 画面内全てのブロックを破壊する。

## ストーリー
西暦2XXX年。宇宙の彼方、地球とよく似た水と緑にあふれる惑星がMUDDYと呼ばれるマッドサイエンティストとその手下によって征服された。ヤツの卓越した知識とサイパワーで星は自然のバランスを崩し、クリスタルのみが残された。宇宙パトロール隊"Mr.HELI"緊急発進せよ。惑星の地底深くに潜むMUDDY、ヤツの正体をあばき星を救え!!

## 移植版
| No. | タイトル                  | 発売日                                               | 対応機種                                                             | 開発元          | 発売元                         | メディア                                       | 型式    | 売上本数 | 備考                                                               |
| --- | ------------------------- | ---------------------------------------------------- | -------------------------------------------------------------------- | --------------- | ------------------------------ | ---------------------------------------------- | ------- | -------- | ------------------------------------------------------------------ |
| 1   | ミスターヘリの大冒険      | 1989年12月1日                                        | PCエンジン                                                           | アイレム        | アイレム                       | 4メガビットHuCARD                              | IC01002 | -        |                                                                    |
| 2   | MR.HELI                   | 1989年                                               | Amiga Amstrad CPC Atari ST コモドール64 ZX Spectrum                  | Probe Software  | Firebird Software              | フロッピーディスク カセットテープ              | -       | -        |                                                                    |
| 3   | ミスターヘリの大冒険      | 2008年3月18日                                        | Wii                                                                  | アイレム        | KDE                            | ダウンロード                                   | -       | -        | PCエンジン版の移植 Wiiショッピングチャンネル終了に伴い配信終了     |
| 4   | IREM Arcade Hits          | 2011年9月12日                                        | Windows                                                              | DotEmu          | DotEmu                         | ダウンロード                                   | -       | -        | 本作の他に17本アーケード作品同時収録                               |
| 5   | ミスターヘリの大冒険      | 2015年4月15日                                        | Wii U                                                                | アイレム        | KDE                            | ダウンロード                                   | -       | -        | PCエンジン版の移植 2020年6月30日配信終了                           |
| 6   | アイレムコレクションVol.3 | Xbox版 2025年7月1日 Switch、PS5、PS4版 2025年7月10日 | Nintendo Switch PlayStation 5 PlayStation 4 Xbox Series X/S Xbox One | RATALAIKA GAMES | Tozai Games ININ Games(Xbox版) | ダウンロード Switch専用ゲームカード UHD BD-ROM | -       | -        | アーケード版(国内版と海外版『Battle chopper』)、PCエンジン版を収録 |

PCエンジン版
業務用と同難易度のアーケードモードの他、難易度を下げたノーマルモードが追加された。1周エンドの業務用と異なり2周エンドの設定となっており、クレジット投入音や2重スクロール・最終面背景の星雲が無いこと以外は、業務用をほぼ忠実に再現された出来になっている。

## 評価
アーケード版
ゲーム誌『ゲーメスト』（新声社）誌上で行われていた「第2回ゲーメスト大賞」（1988年度）において、年間ヒットゲーム15位を獲得した 。
PCエンジン版
ゲーム誌『ファミコン通信』の「クロスレビュー」ではの合計27点（満40点）、『月刊PCエンジン』では85・85・80・80・75の平均81点、『マル勝PCエンジン』では8・6・8・8の合計30点（満40点）、『PC Engine FAN』の読者投票による「ゲーム通信簿」での評価は以下の通りとなっており、21.92点（満30点）となっている。また、この得点はPCエンジン全ソフトの中で169位（485本中、1993年時点）となっている。
同雑誌1993年10月号特別付録の「PCエンジンオールカタログ'93」では、「自キャラである、かわいいヘリがいい味を出している。個性豊かでユニークなステージが用意されている」と紹介されている。
| 項目 | キャラクタ | 音楽 | 操作性 | 熱中度 | お買得度 | オリジナリティ | 総合  |
| 得点 | 4.22       | 3.67 | 3.66   | 3.56   | 3.39     | 3.43           | 21.92 |